# Diadasia rinconis
Diadasia rinconis är en biart som beskrevs av Cockerell 1897. Diadasia rinconis ingår i släktet Diadasia och familjen långtungebin.

## Underarter
Arten delas in i följande underarter:
- D. r. mimetica
- D. r. rinconis